# Ediciones del Viento
Ediciones del Viento es una casa editorial fundada en 2003 por Eduardo Riestra e Inés de la Peña que tiene un particular foco en la literatura de viajes.  Con sede en La Coruña, publica cada año el Premio Ciudad de Salamanca de Novela. Sus primeros títulos fueron presentados por los autores autores Javier Reverte, Fernando Savater y Soledad Puértolas, gracias a los cuales el sello tuvo una buena acogida. Tras dos décadas de existencia, la editorial ha sacado al mercado un catálogo de cerca de doscientos títulos.  Debe la editorial su nombre al viento, fuerza motiva de los viajes desde la época de Homero.

## Historia
Su primera publicación fue una nueva traducción, íntegra por primera vez en español, de Los días de Birmania, de George Orwell, en 2003.  A fines de 2007, había publicado 40 títulos.
En 2011, su libro más vendido era Inquietud en el paraíso, de Óscar Esquivias, que había alcanzado las 10,000 copias vendidas.
Para 2017, la editorial había publicado unos 200 títulos.
En 2018, publicó en español y por vez primera en traducción a cualquier idioma A pie y en bicicleta  por el continente negro (1931-1936), de Kazimierz Nowak.
A fines de 2023, llegaba su catálogo a las 300 publicaciónes.

## Colecciones
- Viento Simún : clásicos de viajes.

- Viento Abierto : jóvenes escritores.

- Viento del Oeste: clásicos de la literatura occidental del siglo XX.

## Autores
Entre sus autores se cuentan Xavier Pericay, Alfonso Armada, Óscar Esquivias, Sergi Bellver, Carlos Frühbeck Moreno, Alfredo Taján, Esther García Llovet, Juan Manuel Pérez Rayego, Manuel García Rubio y Jorge Riestra, pero obsérvese que este último no tiene parentesco conocido con el Eduardo Riestra.